# ミドル・ロックス
ミドル・ロックス （英語: The Middle Rocks、マレー語: Batuan Tengah、中国語: 中岩礁）は、南シナ海南部、シンガポール海峡東に位置する、2つの無人の岩礁。以前はマレーシアとシンガポールが領有をめぐって争っていたが、2008年、国際司法裁判所はマレーシアに属していると判決を出した。

## 地理
ミドル・ロックスは、マレーシアのジョホール州から約14.8km南東、ペドラ・ブランカ島の南1.1kmに位置する。250mの間隔をあけて、海抜0.6mと1.0mの2つの岩礁が存在する。

## 領有権問題
ミドル・ロックスは、近在のペドラ・ブランカ島、サウス・レッジ岩礁とともに、マレーシアとシンガポールの間での領土問題の対象となった。
1993年、シンガポールがこれらの島の領有を主張し係争が生じた。提訴を受けた国際司法裁判所は2007年、シンガポールにペドラ・ブランカ島の領有を認めたが、ミドル・ロックスはマレーシアに属していたとの判決を下した。 サウス・レッジの帰属は未解決のままである。判決を受け、両国は海上境界線領域に関する協議を行なった。
マレーシアは2008年6月、国旗と5つの標識からなる記念碑を建設し、測量局からのチームを派遣した。 式典ではマレーシアの国旗が立てられ、チームは報道陣の前で国歌を歌った。